# 奥井雅美 O-Live
奥井雅美 O-Live（おくいまさみ・オーライヴ）は、ラジオ関西製作のアニメソング番組である。2004年10月からラジオ関西とアール・エフ・ラジオ日本にネットワークして放送を開始。2005年9月でRFでのネット受けが終了し、代って同10月から文化放送へのネット受けが開始された。2006年9月を以て終了。

## 放送日時
- ラジオ関西　毎週木曜深夜=金曜未明0:00から0:30（アニたまどっとコム枠）
- 文化放送　毎週木曜深夜=金曜未明1:30から2:00

## 概要
番組は奥井雅美（アニメソングを中心に活動するシンガーソングライター）がパーソナリティーを務め、リスナーから寄せられた番組や奥井の楽曲・コンサートに関連する感想文等のお便りの紹介や、奥井と親しいアニソン歌手をゲストに迎えたトークコーナー（不定期）などが行われる。これまでには石田燿子、近江知永、栗林みな実、影山ヒロノブら（主として協賛者のひとつであるジェネオンエンタテインメント系列の歌手が多い）が出演していた。なお、構成作家の「山本えこ」は三重野瞳であり、会話に登場することもしばしばあった。
番組の中盤はスタート当初は奥井がリスナーからの投書を基に着信メロディーを作る「イロメロミックス」（タイトルは番組協賛社の一つ・ドワンゴの「アニメロミックス」からのパロディー）が放送されたが、その後は「マルチデパート奥井」となり、リスナーやゲストが告知したいことをデパートの案内放送の要領で紹介するコーナーが放送されていた。
番組で投書が採用されると、記念品として番組特製携帯クリーナーが、また2006年1月からはその中から毎週1名（抽選ではなく特に奥井の興味をひいた投書に対して）に番組スタジオで撮影したポラロイド生写真がプレゼントされた。

### インターネット・携帯電話との連動
番組はインターネット放送（外部リンク先参照）でもラジオ放送から1週間経過後の翌週水曜から1週間限定で放送されている（著作権に絡む音楽などはカットされている）。また、番組末尾には「アニメロミックス」でダウンロードできる着歌のパスワードが発表され、それぞれの放送終了から3時間限定で無料配信が行われた。楽曲は奥井やゲスト（ある週のみ）の最新楽曲など毎週5曲が選ばれている。

## オーディション
同番組ではドワンゴとの共催で、2004年末～2005年春にかけて「着歌ヴォーカリストオーディション」を開催。カセットテープ・MDを使用した音源審査をパスした4組（吉田彩加、川合麻耶、近江知永、ザ・スペースファンクール）が、奥井プロデュースにより着歌歌手としてデビューを果たした。更に、同サイトの利用者投票によってCD歌手デビューもできるシステムになっており、このCDデビューの権利を近江が獲得した。2005年末～2006年春にかけて第2弾が開催されオーディションを行ったが、「該当者なし」という予想外の結果に終わった。

## 公開録音
2005年3月、東京都港区新橋にあるヤクルトホールで番組初の公開録音が行われた。番組では石田、清水愛をゲストに迎えたライヴとオーディションの着歌歌手デビューの切符を手にした4人の披露が行われた。
この公開録音は2006年も3月に同所で開催された。ゲストには野川さくら、高橋広樹、近江知永が出演し、『RAY THE ANIMATION』のプロモーションを行った。

## 後番組について
制作局のラジオ関西は『近江知永の「す」!』で決定したが、文化放送の対応がはっきりしていなかった。当初は文化放送も『近江知永のす!』をネットすると見られたが、最終的に『押井守シアター ケルベロス鋼鉄の猟犬』を月1回の水曜日深夜2:35～3:00から毎週木曜日深夜1:30～2:00のレギュラー放送へ昇格する編成を取ったため、近江知永の番組を楽しみにしていた関東リスナーから凄まじい苦情･抗議が寄せられてしまった。そのため、後に『超!アニメロ』のインターネットラジオ配信サイトで第1回からすべての番組内容をアーカイブスで聞けるように整備した。